# Симоэнс, Ив
Ив Симоэнс (нидерл. Yves Simoens; 10 мая 1942, Киншаса, Бельгийское Конго — 8 сентября 2024, XIV округ Парижа) — бельгийский священник-иезуит, учёный-библеист. Он специализировался на Ветхом и Новом Заветах и преподавал в Институте теологических исследований в Брюсселе и в Центре Севра в Париже. Его исследования часто касались Иоанновой литературы и христианско-иудейских отношений.

## Биография
Симоэнс родился 10 мая 1942 года в Киншасе, вступил в Общество Иисуса в 1960 году и изучал теологию в Фурвьере. Он получил степень магистра современной литературы в Университете Экс-Марсель и докторскую степень по библейской критике в Папском библейском институте. После получения степени он остался там в качестве приглашённого профессора. Как специалист по Иоанновой литературе, он написал труд по Песни Песней. Он также руководил библейскими исследованиями по игнатианской духовности.
Симоэнс умер 8 сентября 2024 года после борьбы с болезнью в больнице в возрасте 82 лет.

## Публикации

### Книги
- Entrer dans l'Alliance. Une introduction au Nouveau Testament (2001)
- Selon Jean, Une traduction. Une interprétation (2004)
- Le Cantique des Cantiques, livre de la plénitude. Une lecture anthropologique et théologique (2004)
- Le Corps souffrant : de l’un à l’autre Testament (2005)[8]
- Croire pour aimer. Les trois lettres de Jean. Une traduction, une interprétation (2011)
- Apocalypse de Jean, Apocalypse de Jésus-Christ. Une traduction. Une interprétation (2014)
- Homme et Femme. De la Genèse à l'Apocalypse (2014)
- Évangile selon Jean (2016)
- Donner Corps à la Parole. Parcours johanniques et bibliques (2019)
- Accomplir l'Écriture. Un itinéraire biblique et théologique (2020)
- Croire en Jésus selon Jean. Redécouvrir la foi de l'Évangile (2021)
- Servir l'Écriture sainte comme Parole de Dieu. Un chemin de vie (2023)[9]

### Совместные работы
- Les Versets douloureux. Bible, Évangile et Coran entre conflit et dialogue (соавт. с Сохейбом Бенчейхом[англ.] и Давидом Мейером[фр.], 2007)
- Au service de saint Jean. Lectures du corpus johannique (соавт. с Франсуа Кассингена-Треведи[фр.] и Мишелем Феду[фр.], 2012)

### Избранные статьи
- "Le Seigneur d’Israël et le Père de Jésus-Christ" (1998)[10]
- "Le Dieu d'Israël selon l'unité de son dessein" (1998)[11]
- "L'Évangile selon Jean. Nouvelle lecture chrétienne" (2000)[12]
- "L'Évangile de Jean. Positions et propositions" (2000)
- "La famille à la lumière des données bibliques" (2005)
- "Transmettre l'Écriture sainte" (2007)
- "Le prologue de l'Apocalypse" (2009)[13]
- "Le Psaume 137 : une supplication nationale" (2011)[11]
- "La réévaluation historique du quatrième évangile" (2014)[14]
- "L'énigme du pain dans la demande du Notre Père (Matthieu 6,11 et Luc 11,3)" (2017)[15]
- "La prière glorifiante de Jésus en Jn 17" (2020)